# Offensive de Vienne
Seconde Guerre mondiale
Batailles
Front de l’Est

Prémices :
- Campagne de Pologne
- Guerre d’Hiver

Guerre germano-soviétique :
- 1941 : L'invasion de l'URSS

- Opération Barbarossa

Front nord : 
- Guerre de Continuation
- Opération Silberfuchs
- Siège de Léningrad

Front central : 
- 2e bataille de Brest-Litovsk
- Bataille de Białystok–Minsk
- 1re bataille de Smolensk
- Bataille de Kiev

Front sud : 
- Siège d'Odessa
- Campagne de Crimée

- 1941-1942 : La contre-offensive soviétique

Front nord : 
- Poche de Demiansk
- Poche de Kholm

Front central : 
- Bataille de Moscou

Front sud : 
- Seconde bataille de Kharkov

- 1942-1943 : De Fall Blau à 3e Kharkov

Front nord : 
- Offensive de Siniavino
- Opération Iskra
- Bataille de Krasny Bor
- Opération Poliarnaïa Zvezda

Front central : 
- Opération Mars

Front sud : 
- Bataille du Caucase (opération Fall Blau)
- Bataille de Stalingrad
- Opération Uranus
- Opération Saturne
- Offensive d'Ostrogojsk-Rossoch
- Offensive de Voronej-Kastornoe
- Opération Gallop
- Opération Étoile
- Troisième bataille de Kharkov

- 1943-1944 : Libération de l'Ukraine et de la Biélorussie

Front central : 
- 2e bataille de Smolensk
- Opération Bagration

Front sud : 
- Bataille de Koursk
- Bataille du Dniepr
- Offensive Dniepr-Carpates
- Offensive de Crimée
- Offensive de Lvov-Sandomir

- 1944-1945 : Campagnes d'Europe centrale et d'Allemagne

Allemagne : 
- Offensive Vistule-Oder
- Offensive de Poméranie orientale
- Siège de Breslau
- Offensive de Prusse-Orientale
- Bataille de Königsberg
- Bataille de Seelow
- Bataille de Bautzen
- Bataille de Berlin
- Capitulation allemande

Front nord et Finlande : 
- Guerre de Laponie
- Offensive Leningrad-Novgorod
- Bataille de Narva

Europe orientale : 
- Opération Margarethe
- Insurrection de Varsovie
- Soulèvement national slovaque
- Opération Panzerfaust
- Bataille de Budapest
- Opération Frühlingserwachen
- Offensive de Vienne
- Insurrection de Prague
- Offensive de Prague
- Bataille de Slivice

Front d’Europe de l’Ouest

Campagnes d'Afrique, du Moyen-Orient et de Méditerranée

Bataille de l’Atlantique

Guerre du Pacifique

Guerre sino-japonaise

Théâtre américain
L'offensive de Vienne est une opération militaire lancée par le troisième front ukrainien afin de capturer la ville de Vienne, en Autriche. L'offensive a duré du 2 au 13 avril 1945, lors de la Seconde Guerre mondiale. La ville de Vienne a été prise à revers puis assiégée.

## Contexte historique
Joseph Staline conclut un accord avec les Alliés occidentaux en février 1945 concernant l'influence politique relative de chaque partie après-guerre en Europe de l'Est et en Europe centrale. Il avait été ainsi conclu que la Tchécoslovaquie et la Hongrie seraient sous la tutelle soviétique. Ces accords ne déclaraient cependant rien sur l'Autriche, étant alors une partie intégrante annexée au Troisième Reich après l'Anschluss de 1938. Staline a donc décidé de reporter son offensive en direction de Berlin (l'Armée rouge était prête dès février 1945) pour se garantir à la fois les flancs nécessaires pour cette offensive et le territoire autrichien, un atout précieux pour la suite des négociations d'après-guerre avec les Alliés occidentaux.
Après l'échec de l'opération Frühlingserwachen (signifiant littéralement « réveil du printemps »), qui visait à mener une contre-offensive contre les troupes soviétiques stationnées en Hongrie en mars 1945, la 6. SS-Panzerarmee du général Josef Dietrich bat alors en retraite sur le territoire autrichien. Les Allemands ont alors tenté de préparer des positions défensives dans l'espoir de conserver la ville entre leurs mains. Ces positions ont été préparées en partie avec le travail forcé de Juifs raflés à Budapest : partis cinquante mille, abattus lors d'une marche de la mort, les survivants érigent des fortifications destinées à soutenir un siège.

## Déroulement de l'offensive

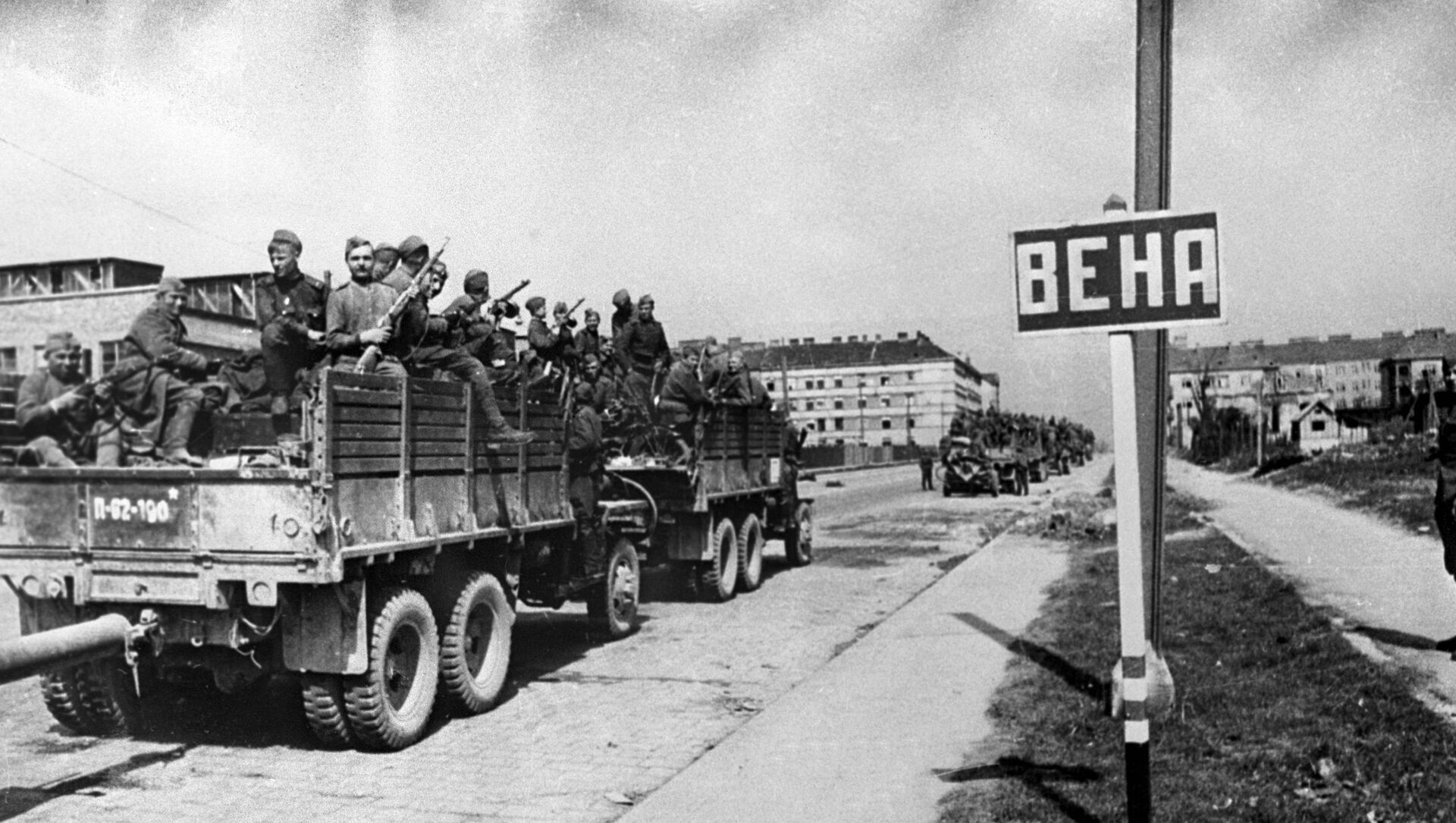
Troupes soviétiques entrant à Vienne en mai 1945.

Le 2 avril 1945, l'Armée rouge, divisée en quatre-vingt-cinq divisions et trois brigades (formant un total de 745 600 hommes) lance l'assaut sur Vienne.La défense de la capitale autrichienne est assurée par le général Rudolf von Bünau avec des unités du 2e SS-Panzerkorps sous les ordres du général Wilhelm Bittrich.
Vienne est le théâtre d'intenses combats urbains et voit la participation active de la résistance autrichienne dans des actes de sabotages contre les défenses et la logistique allemandes.
Le 13 avril 1945, les garnisons allemandes, à court de munitions et dépassées numériquement, se rendent à l'Armée rouge.

## Conséquences
L'ensemble du territoire autrichien est occupé dans les jours suivants, Karl Renner proclame un gouvernement provisoire autrichien avec l'autorisation des Soviétiques et déclare alors la sécession de l'Autriche du Troisième Reich.
Après leurs victoires en Autriche, ces derniers peuvent dès lors se concentrer sur leur objectif final : la prise de Berlin et la chute du régime nazi, dont le point culminant est la capitulation du 8 mai 1945, qui marque la fin de la Seconde Guerre mondiale en Europe.

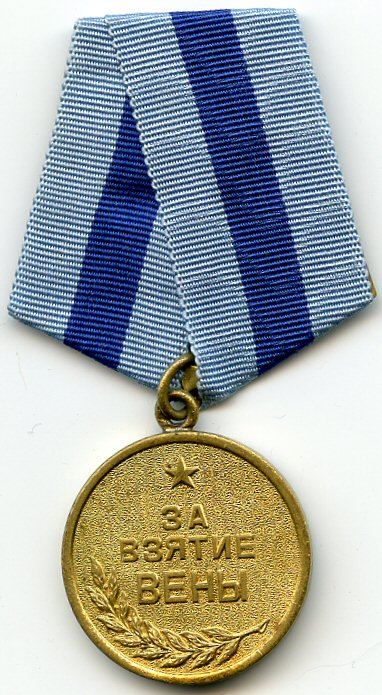
277 380 soldats soviétiques se virent décerner cette médaille (Pour la Capture de Vienne), établie le 9 juin 1945 par décret du Præsidium du Soviet suprême.
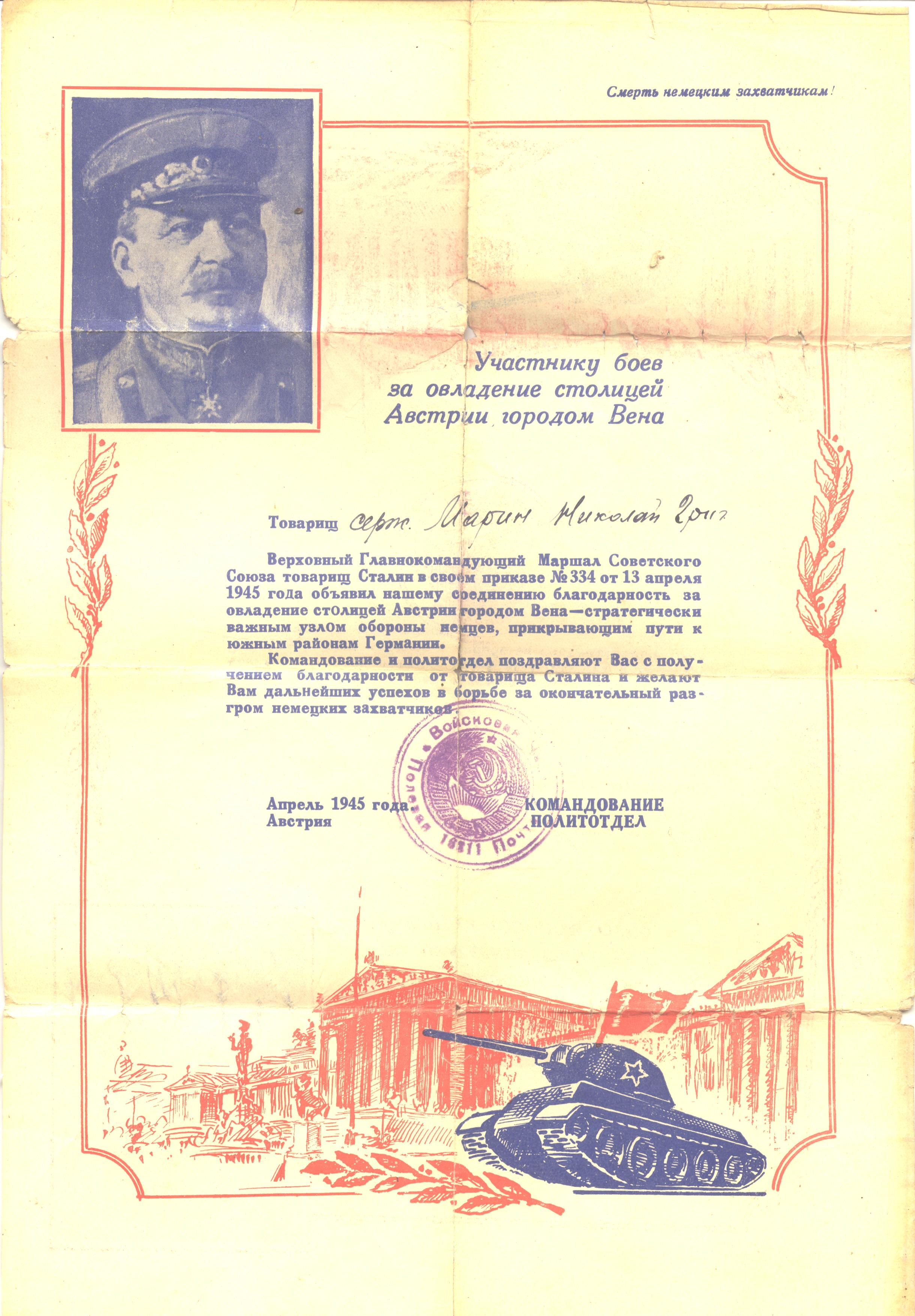
Gratitude de Staline à l'un des participants de l'opération